# Knospendeckung

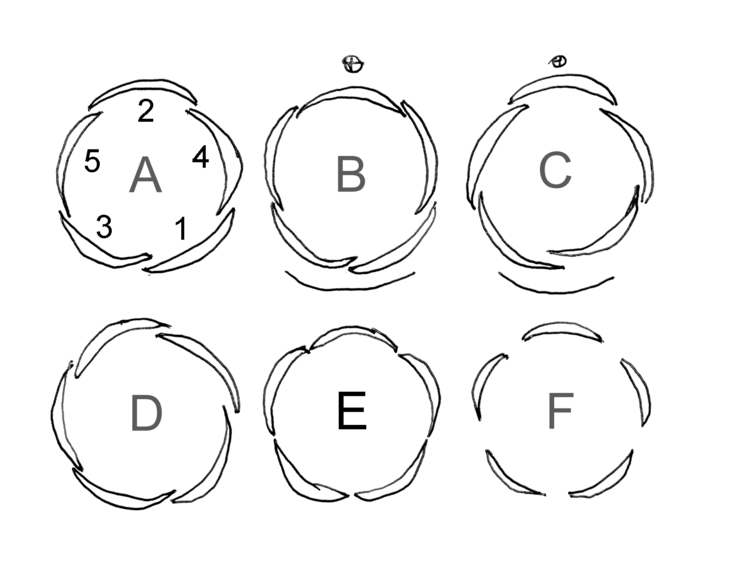
Diagramme der Formen: A. quincuncial, 1-5: Reihenfolge der Blattbildung; B. cochlear aufsteigend, C. cochlear absteigend, D. contort, E. valvat, F. apert. In B und C sind auch die Blütenstandsachse und das Tragblatt der Blüte eingezeichnet, um die Position zu verdeutlichen

Die Knospendeckung, auch Ästivation, beschreibt die Stellung der jungen Kron- und Kelchblätter in der Blütenknospe oder die von jungen Blättern in der Blattknospe. Die Knospendeckung kann bei Kelch- und Kronblättern auch unterschiedlich sein. Auch können bei mehr als fünf Kelch-, Kron- bzw. Perigonblättern zwei unterschiedliche Kreise ausgebildet sein und eine zusammengesetzte Deckung entsteht, wie z. B. bei Jeffersonia diphylla mit acht Petalen, hier ist der innere Kreis dreizählig-deckend und der äußere verdreht-deckend.
- Imbricat (deckend, übergreifend oder dachziegelig, dachig): Ein Teil der Blätter überdeckt beide Nachbarn, ein Teil nur einen. Es kann hier eine Rechts- oder Linksdrehung vorkommen. Hier gibt es nun mehrere Varianten:
  - Wenn der Organkreis nur zweiteilig ist (imbricate-dimerous) überlappen sich jeweils die beiden Enden beider zweizeilig angeordneten Organe. Ist er dreiteilig (imbricate-trimerous) steht ein Organ außen und eines innen. Ist es vierteilig (imbricate-tetramerous) dann kann das innerste Organ an das Äußerste proximal anschließen oder das Innerste kann durch andere Organe vom Äußersten getrennt sein, es steht also hier distal. Auch ist eine alternierende Deckung möglich wie bei den Kreuzblütlern.
  - Bei der quincuncialen Deckung (spiraly imbricate) von fünfzähligen Blüten (A) stehen die Blätter genau in 2/5-Stellung (Phyllotaxis): Die Organe eines Kreises werden in der Reihenfolge 1 bis 5 spiralig von außen nach innen gebildet. Nach zwei Drehungen würde das (nicht gebildete) sechste Blatt über dem ersten stehen, daher 2/5-Stellung. Hierbei stehen zwei Blätter ganz außen, zwei ganz innen, und eines deckt auf einer Seite. Sie decken sich, so dass zwei Glieder (1, 2) zwei decken und zwei (4, 5) werden an beiden Enden gedeckt und eins (3) deckt nur auf einer Seite und wird auf der anderen gedeckt. Diese Deckung ist beim Kelch häufig anzutreffen.
  - Bei der verdrehten Stellung (twisted; auch convolute oder contorted) (D) wird jedes Organ im selben Kreis vom vorhergehenden gedeckt und deckt selbst das nächstfolgende. Nach rechts im Uhrzeigersinn (dextrorse) oder nach links im Gegenuhrzeigersinn (sinistrorse).[1]
  - Bei der cochlearen Deckung von fünfzähligen Blüten (irregulär spiralig, schneckenförmig; spirally twisted) steht ein Perianthorgan ganz außen, eines ganz innen, die übrigen decken auf einer Seite auf der anderen werden sie überdeckt. Hier können zwei Varianten vorkommen, es kann das innerste Organ an das Äußerste proximal anschließen oder das Innerste kann durch andere Organe vom Äußersten getrennt sein, es steht also hier distal.[2][3] Bei der Variante mit der distalen Stellung unterscheidet man wieder zwischen:
    - Cochlear aufsteigend (imbricate-ascending) (B); hier ist das äußerste Organ abaxial (Caesalpinioideae).
    - Cochlear absteigend (imbricate-descending) (C); hier ist das äußerste Organ adaxial (Faboideae). 
      - Vexillär (auch Carinal; Schiff); wenn eines der Kronblätter viel größer ist (Fahne, Vexillum) und die anderen Organe einander gegenüber liegen, so dass das hintere größere Organ, die Fahne, die seitlichen zwei (Flügel) überlappt und diese die vorderen zwei (Schiff). Möglich ist, wie bei der Gattung Aconitum mit einem schneckenhausförmigen, großen Helm statt einer Fahne, dass hier die vorderen zwei Organe die seitlichen überlappen und eine modifizierte Deckung entsteht.

  - Alternierend deckend, dekussiert (imbricate-alternate, -reciprocativ, decussate, alternative); hier alternieren die äußeren Perianthorgane, im größeren Kreis, mit den Inneren, im kleineren Kreis.
- Bei der valvaten (E) oder klappigen Knospendeckung berühren sich die Blätter, ohne sich aber zu überdecken.
  - Möglich ist auch eine klappige und reduplikat-valvate Knospendeckung; wenn die Ränder kurz nach außen geschlagen oder eingerollt sind (revolute).
  - Möglich ist auch eine klappige und induplikat-valvate Knospendeckung; wenn die Ränder kurz nach innen geschlagen oder eingerollt sind (involute) auch wenn mittig eingefaltet.[4]
- Bei der aperten oder offenen Knospendeckung (open) (F) berühren sich die Blätter nicht.
- Reitend, einfach gefaltet (equitant, amplexa); hier sind die Organe gegenüberliegend und jeweils conduplikat eingefaltet, das Zweite umfasste das Erste an den Rändern und die nachfolgenden umfassen dann jeweils das vorhergehende an den Rändern. Möglich ist auch halbreitend (obvolute, semi-equitant); hier greifen jeweils die alternierenden Ränder von zwei gegenüberliegenden und eingefalteten Organen zusammen, ineinander.
- Irregulär gewellt, zerknittert (corrugated oder crumpled); hier sind die Teile irregulär, verzahnt ineinander gelegt (Mohn).

Bei der valvaten und imbricaten oder verdrehten Knospendeckung können jeweils indupli- oder reduplikate, sowie in-, re-, ob-, con- und supervolute Stellungen vorkommen. Gefaltete Deckungen (plicate) können bei gefalteten und verwachsenen, ungeteilten Kronen vorkommen, wobei hier sind auch Kombinationen mit valvaten, cochlearen, deckenden und verdrehten Deckungen möglich, wie bei der Gattung Solanum.

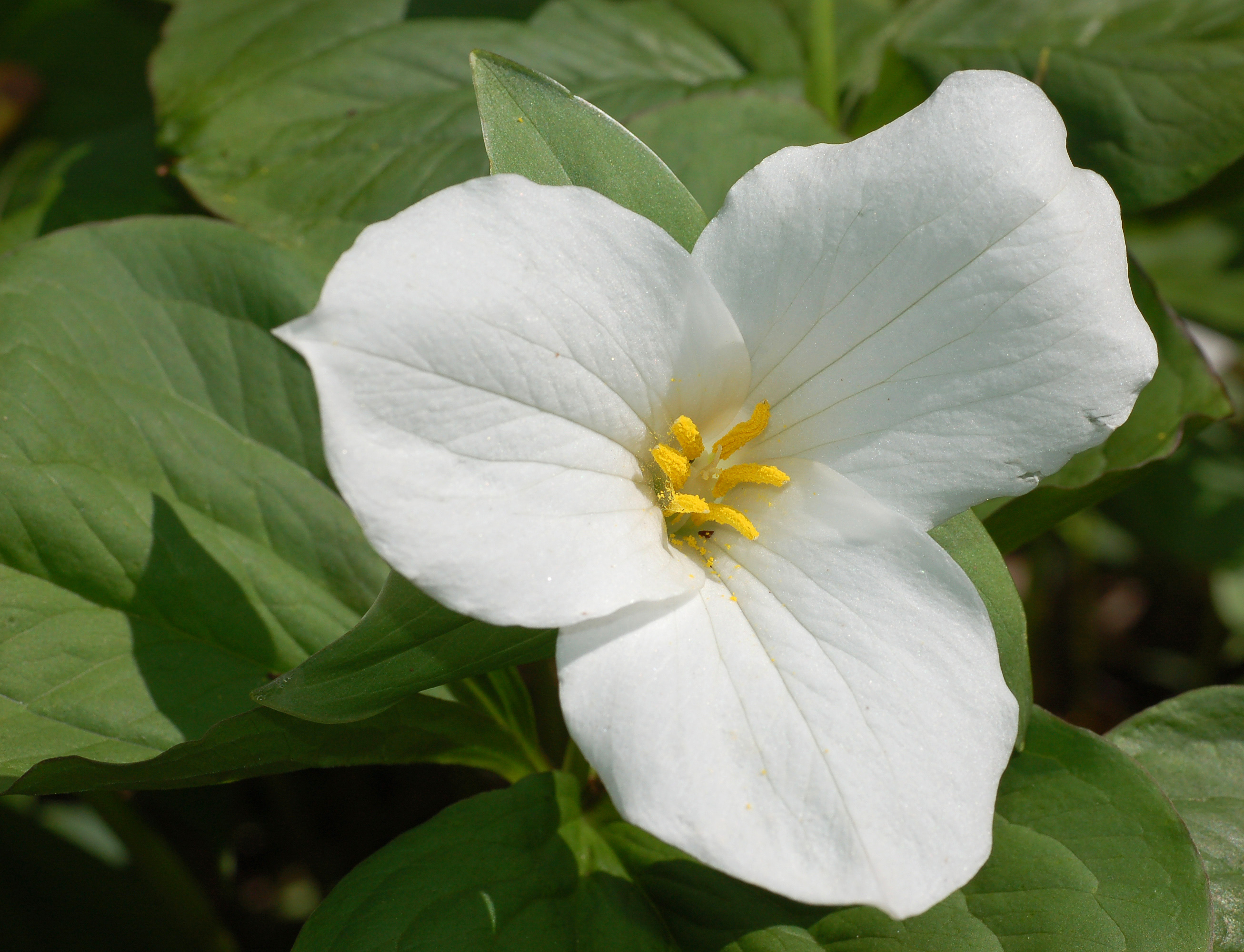
Dreizählig-deckend bei der Blüte von Trillium grandiflorum
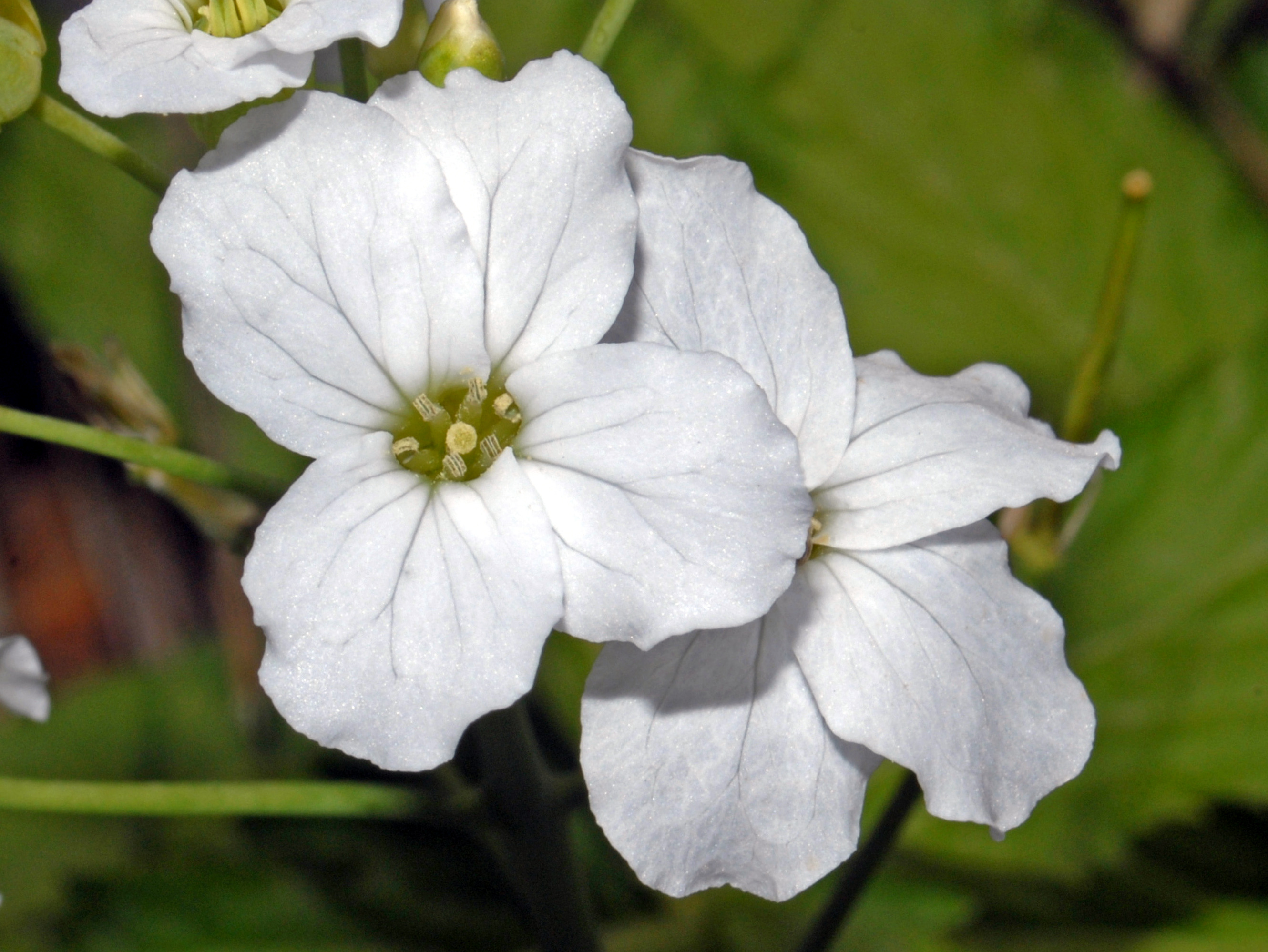
Vierzählig-deckend bei der Blüte von Cardamine heptaphylla
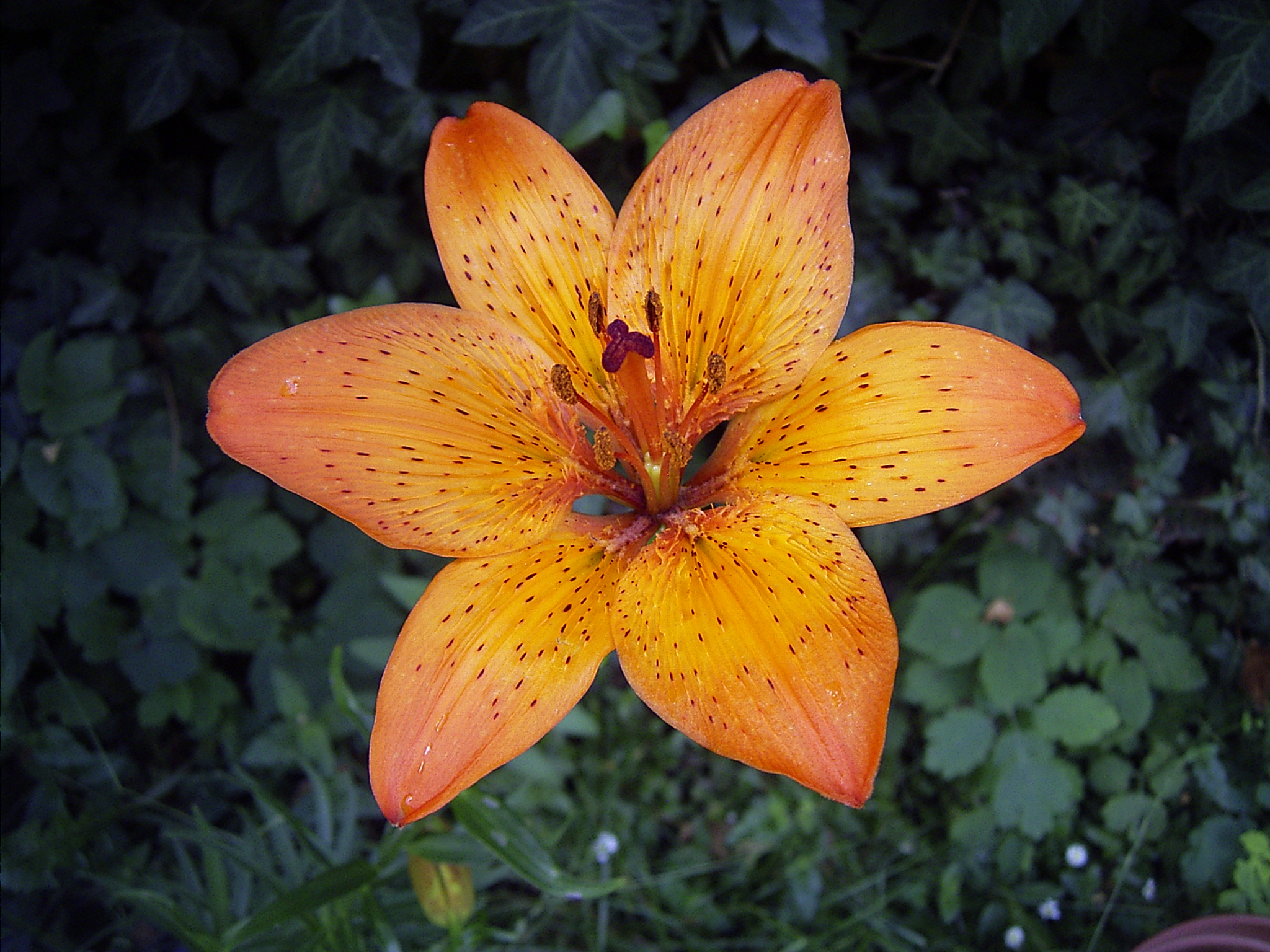
Alternierende Deckung bei Lilium bulbiferum
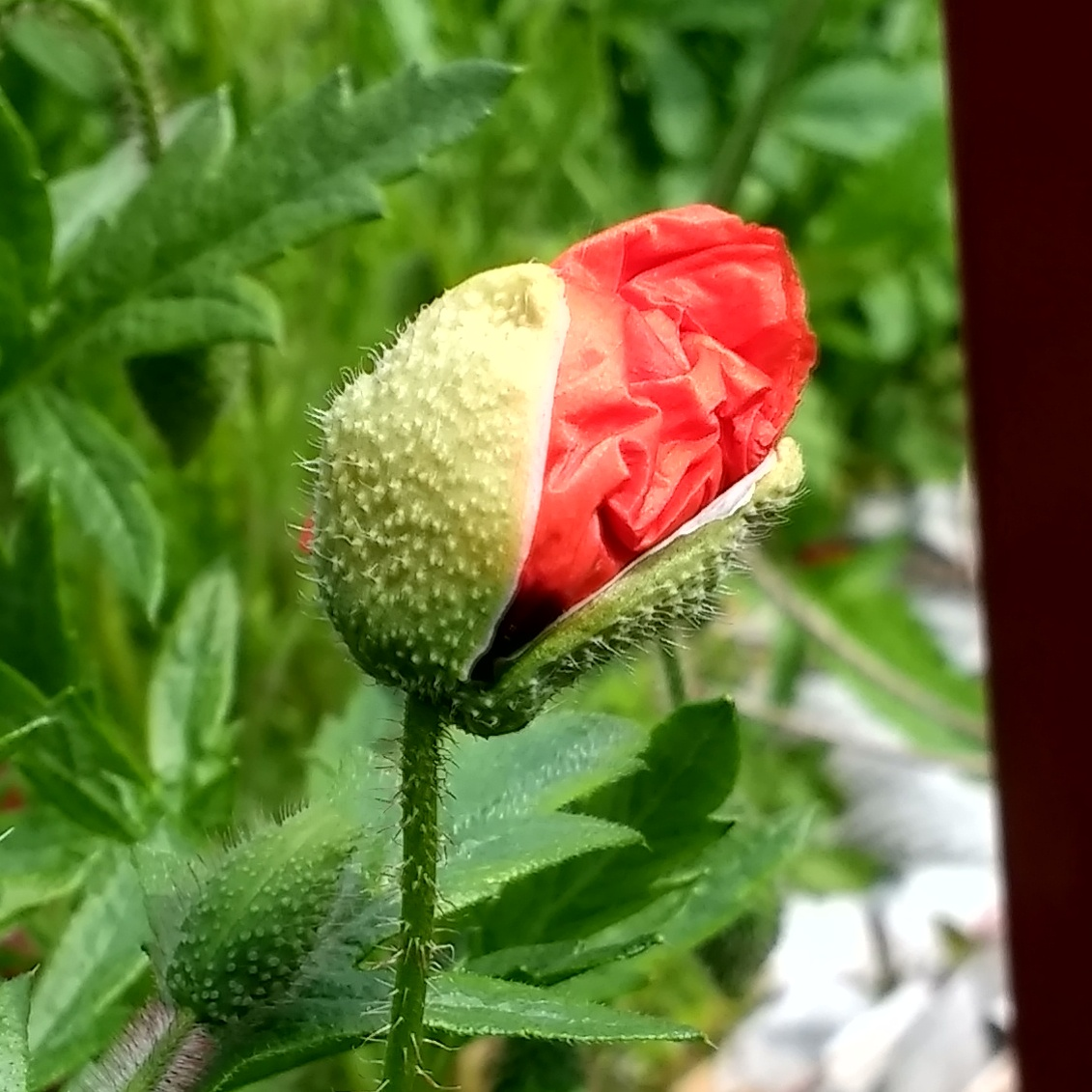
Blütenknospe des Mohns mit zerknitterter Deckung
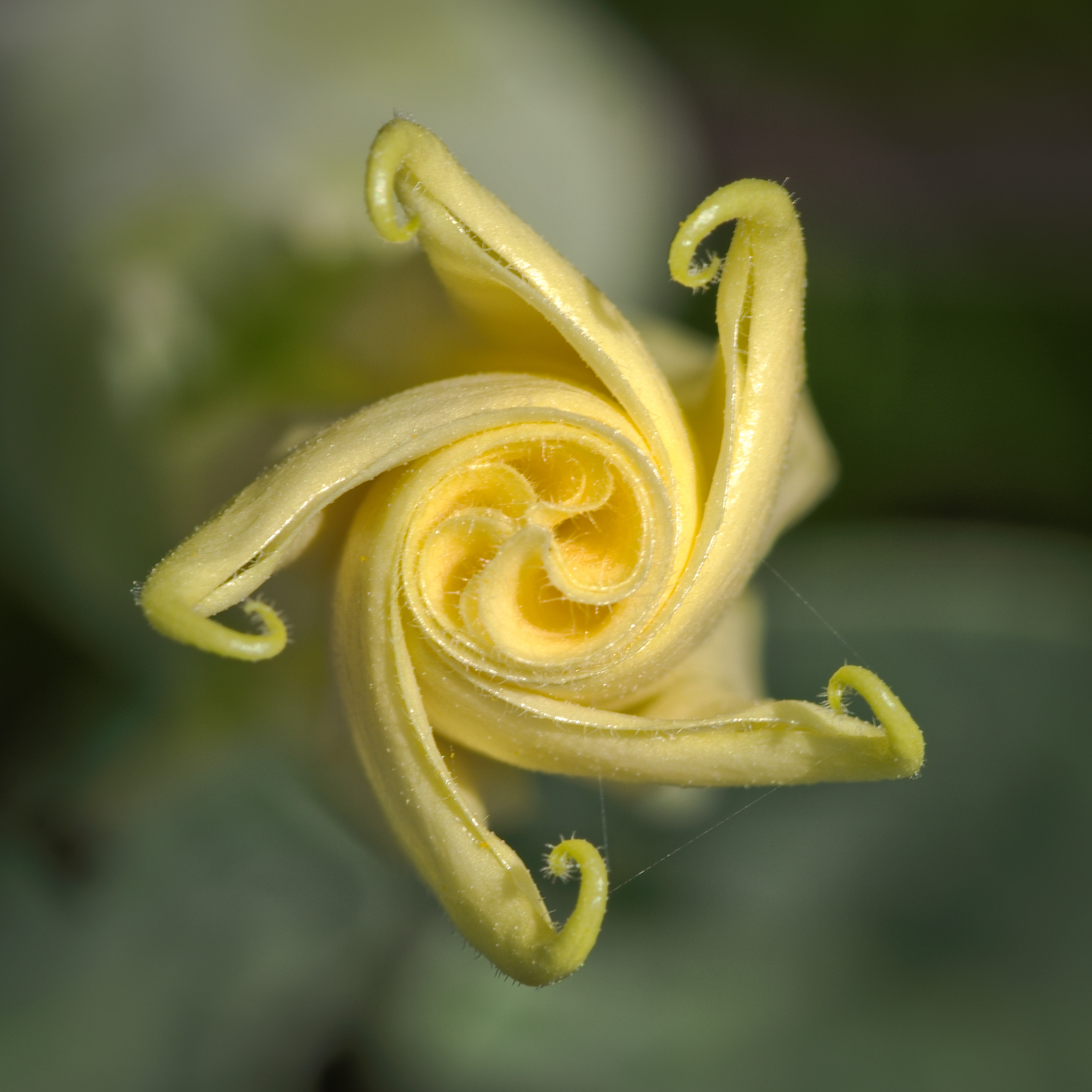
Verdrehte und gefaltete Knospendeckung bei Datura innoxia
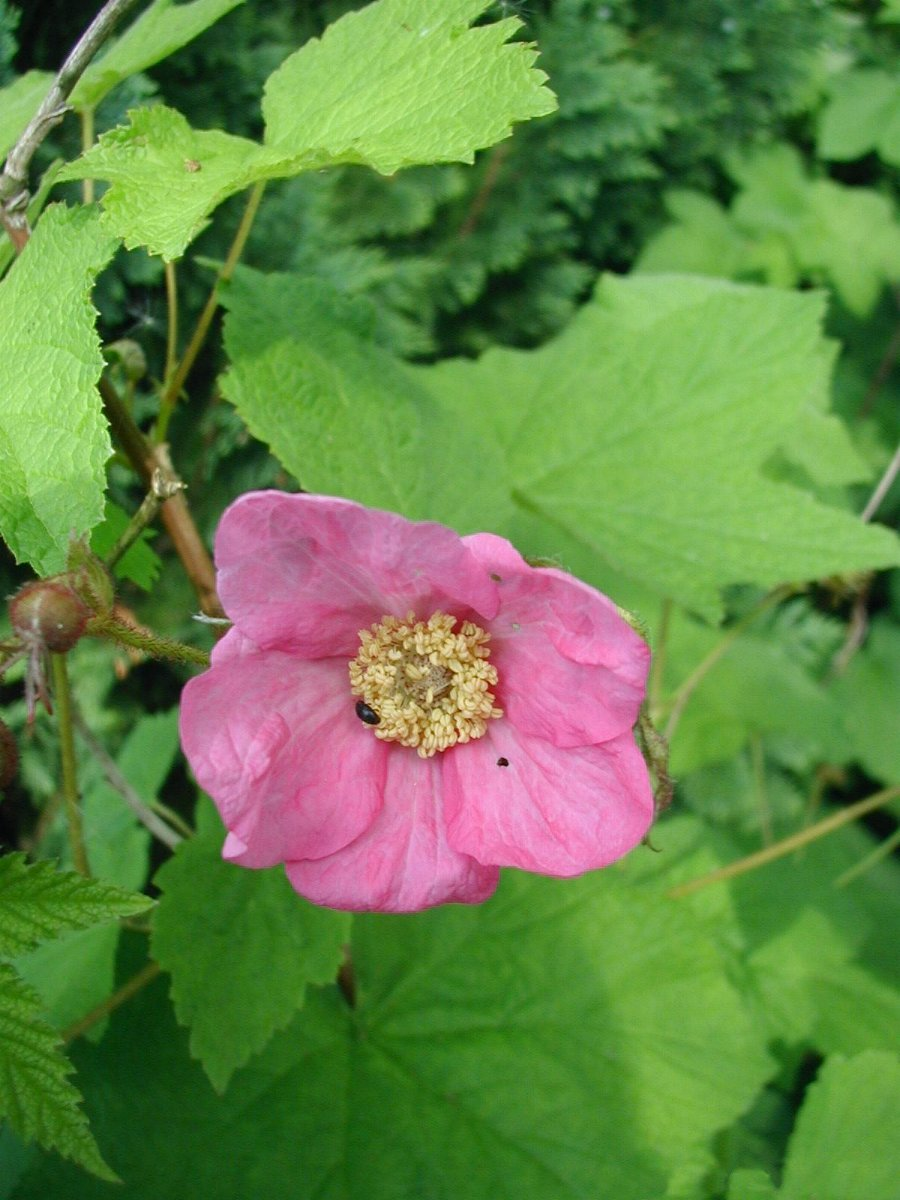
Cochleare Deckung bei Rubus odoratus
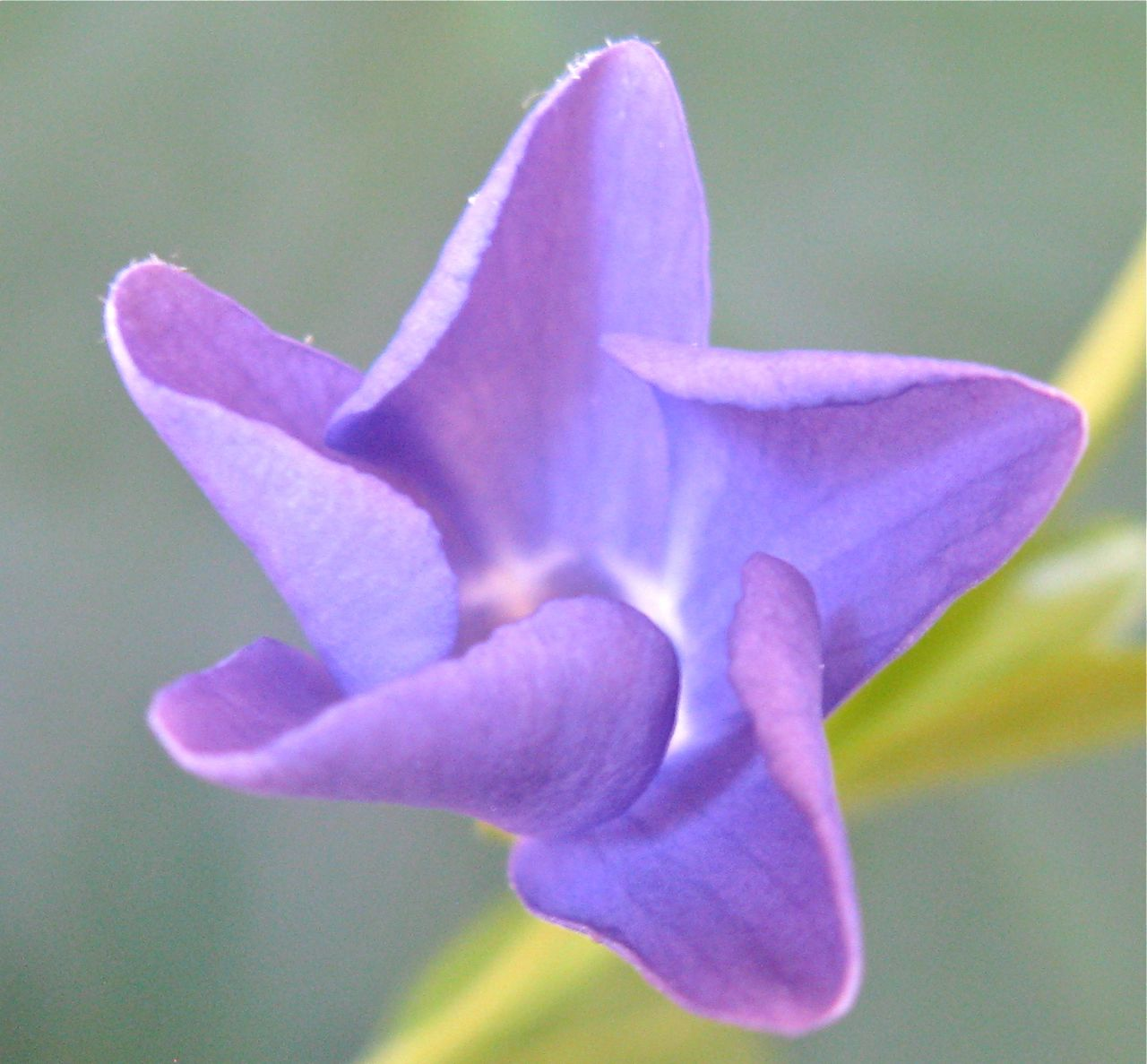
Verdrehte, contorte Deckung bei Vinca minor

Imbricat wird auch abweichend definiert. Im „Strasburger“ wird es für Knospen verwendet, deren Blätter sich auf unterschiedliche Weise gegenseitig überlappen, womit auch die contorte Stellung unter diese Definition von imbricat fällt. Peter Leins hingegen verwendet den Begriff imbricat überhaupt nicht, er verwendet die Begriffe quincuncial, cochlear, contort, valvat und apert gleichrangig nebeneinander.